# La Roue Tourangelle
La Roue Tourangelle (oficialmente: La Roue Tourangelle Région Centre Val de Loire-Trophée Harmonie Mutuelle) é uma corrida de ciclismo profissional de um dia na França, e disputa-se no departamento de Indre e Loira (região Centro), no mês de março ou inícios de abril.
Criou-se em 2002 como corrida amador. Desde a criação dos Circuitos Continentais da UCI faz parte do UCI Europe Tour, dentro da categoria 1.2 (última categoria do profissionalismo) até 2012 e na categoria 1.1 desde 2013.  
A prova tem sua saída em Sainte-Maure-de-Touraine e sua chegada em Tours.

## Palmarés
| Ano                   | Vencedor             | Segundo            | Terceiro            |           |
| --------------------- | -------------------- | ------------------ | ------------------- | --------- |
| edições amador        |                      |                    |                     |           |
| 2002                  | Mariusz Wiesiak      | Sergey Lagutin     | Daniel Okruciński   |           |
| 2003                  | Sergey Lagutin       | Maurizio Biondo    | Yohann Gène         |           |
| edições profissionais |                      |                    |                     |           |
| 2004                  | Błażej Janiaczyk     | Arnaud Gérard      | Sébastien Minard    |           |
| 2005                  | Gilles Canouet       | Julien Belgy       | Tim Cassidy         |           |
| 2006                  | Sergey Kolesnikov    | Mikel Gaztañaga    | Michael Reihs       |           |
| 2007                  | Yuri Trofimov        | David Tanner       | Дмитро Кривцов      |           |
| 2008                  | Vitaliy Kondrut      | Roman Chuchulin    | Jarosław Marycz     |           |
| 2009                  | Arnaud Molmy         | Médéric Clain      | Dimitry Samokhvalov |           |
| 2010                  | Yann Guyot           | Nicolas Baldo      | Dimitry Samokhvalov |           |
| 2011                  | David Veilleux       | Anthony Delaplace  | Sébastien Chavanel  |           |
| 2012                  | Viacheslav Kuznetsov | Rafaâ Chtioui      | Igor Boev           |           |
| 2013                  | Mickaël Delage       | Benjamin Giraud    | Yauheni Hutarovich  |           |
| 2014                  | Angélo Tulik         | Yauheni Hutarovich | Adrien Petit        |           |
| 2015                  | Lorrenzo Manzin      | Clément Venturini  | Jan Dieteren        |           |
| 2016                  | Samuel Dumoulin      | Olivier Pardini    | Julien Duval        |           |
| 2017                  | Flavien Dassonville  | Fabien Grellier    | Anthony Delaplace   |           |
| 2018                  | Marc Sarreau         | Samuel Dumoulin    | Hugo Hofstetter     |           |
| 2019                  | Lionel Taminiaux     | Robin Carpenter    | Marc Sarreau        |           |
| 2020                  | cancelado            | cancelado          | cancelado           | cancelado |
| 2021                  | Arnaud Démare        | Nacer Bouhanni     | Marc Sarreau        |           |
| 2022                  | Nacer Bouhanni       | Bryan Coquard      | Sandy Dujardin      |           |
| 2023                  | Rory Townsend        | Gerben Thijssen    | Pierre Barbier      |           |
| 2024                  | Jason Tesson         | Gerben Thijssen    | Jenthe Biermans     |           |
| 2025                  |                      |                    |                     |           |

## Palmarés por países
Somente contabilizadas as edições profissionais.
| País    | Vitórias |
| ------- | -------- |
| França  | 10       |
| Rússia  | 3        |
| Polónia | 1        |
| Ucrânia | 1        |
| Canadá  | 1        |
| Bélgica | 1        |